# Ђи Цо Ји
Ђи Цо Ји (енгл. Jee Tso Yee; Хонгконг, 10. март 1975) је канадски глумац пореклом из Хонгконга. Ји је најпознатији по улози Ченга Лија у научно-фантастичном филму Доктор Ху.